# Horiszni Pławni
Horiszni Pławni (ukr. Горішні Плавні) – miasto na Ukrainie, w obwodzie połtawskim. Według danych szacunkowych na rok 2008 liczy 51 705 mieszkańców. Prawa miejskie posiada od 1972. Do 19 maja 2016 roku nosiło nazwę Komsomolsk (ukr. Комсомольськ).